# Blue in the Face
Blue in the Face is een komische speelfilm uit 1995 onder regie van Wayne Wang en Paul Auster. De acteurs zijn Harvey Keitel, Victor Argo, Giancarlo Esposito, Roseanne Barr, Michael J. Fox, Lily Tomlin, Mira Sorvino, Lou Reed, Mel Gorham, Jim Jarmusch, en Malik Yoba.
Blue in the Face werd in vijf dagen opgenomen als vervolg op de film Smoke. Tijdens de opnames van Smoke improviseerden Keitel en de andere acteurs losse scènes als hun personage en hiermee werd een vervolg gemaakt op de film.
Lily Tomlin werd genomineerd voor American Comedy Award als "Funniest Supporting Actress in a Motion Picture" voor haar vertolking in deze film.

## Rolverdeling
| Acteur             | Personage              |
| ------------------ | ---------------------- |
| Harvey Keitel      | Augustus "Auggie" Wren |
| Victor Argo        | Vinnie                 |
| Keith David        | Jackie Robinson        |
| Giancarlo Esposito | Tommy Finelli          |
| Michael J. Fox     | Pete Maloney           |
| Mel Gorham         | Violet                 |
| Jared Harris       | Jimmy Rose             |
| Jim Jarmusch       | Bob                    |
| Madonna            | zingend meisje         |
| Lou Reed           | Man met vreemde bril   |
| Roseanne Barr      | Dot                    |
| Mira Sorvino       | jonge dame             |
| Lily Tomlin        | Waffle Eater           |
| Malik Yoba         | uitzichter             |
| RuPaul             | dansleider             |